# Condado de Ardales del Río
El condado de Ardales del Río es un título nobiliario español creado por el rey Amadeo I en 1873 a favor de Martín de la Bastida y Herrea. Su nombre se refiere a la finca de Ardales del Río, situada en el municipio andaluz de Montoro, en la provincia de Córdoba.

## Condes de Ardales del Río
- Martín de la Bastida y Herrea (El Carpio, 24 de mayo de 1835-Madrid, 18 de diciembre de 1898), hijo de los condes de Robledo de Cardeña, señóres de Ardales del Río. I conde de Ardales del Río. Se casó en Madrid el 9 de mayo de 1861 con María Magdalena Careaga y Rodríguez del Manzano (n. Ciudad Rodrigo, 8 de febrero de 1844).[1] Le sucedió su hijo:
- Carlos de la Bastida y Careaga (Salamanca, 22 de julio de 1866-Madrid, 16 de febrero de 1920), II conde de Ardales del Río. Soltero, no dejó descendencia.[1]  Le sucedió su hermana:
- María del Carmen de la Bastida y Careaga (n. Córdoba, 15 de abril de 1865), III condesa de Ardales del Río, sucedió a su hermano. Contrajo matrimonio el 17 de julio de 1902 con Toribio Cáceres de la Torre.  Sin sucesión.[1]  Le sucedió su hermana:
- María de la Presentación de la Bastida y Careaga (n. Salamanca, 21 de noviembre de 1867), IV condesa de Ardales del Río. Contrajo matrimonio con Luis de Torres Rivas. Sin sucesión.[1][2]
- Rafael de la Bastida y Alsina, V conde de Ardales del Río[3]
- Rafael de la Bastida y Vargas.VI conde de Ardales del Río[4]
- María Adela de la Bastida y García-Liñán.VII conde de Ardales del Río[5]